# Mario Kart 8
Mario Kart 8 (jap. マリオカート8 Mario Kāto Eito) – komputerowa gra wyścigowa z serii Mario Kart, stworzona przez Nintendo i wydana w 2014 roku na konsolę Wii U.

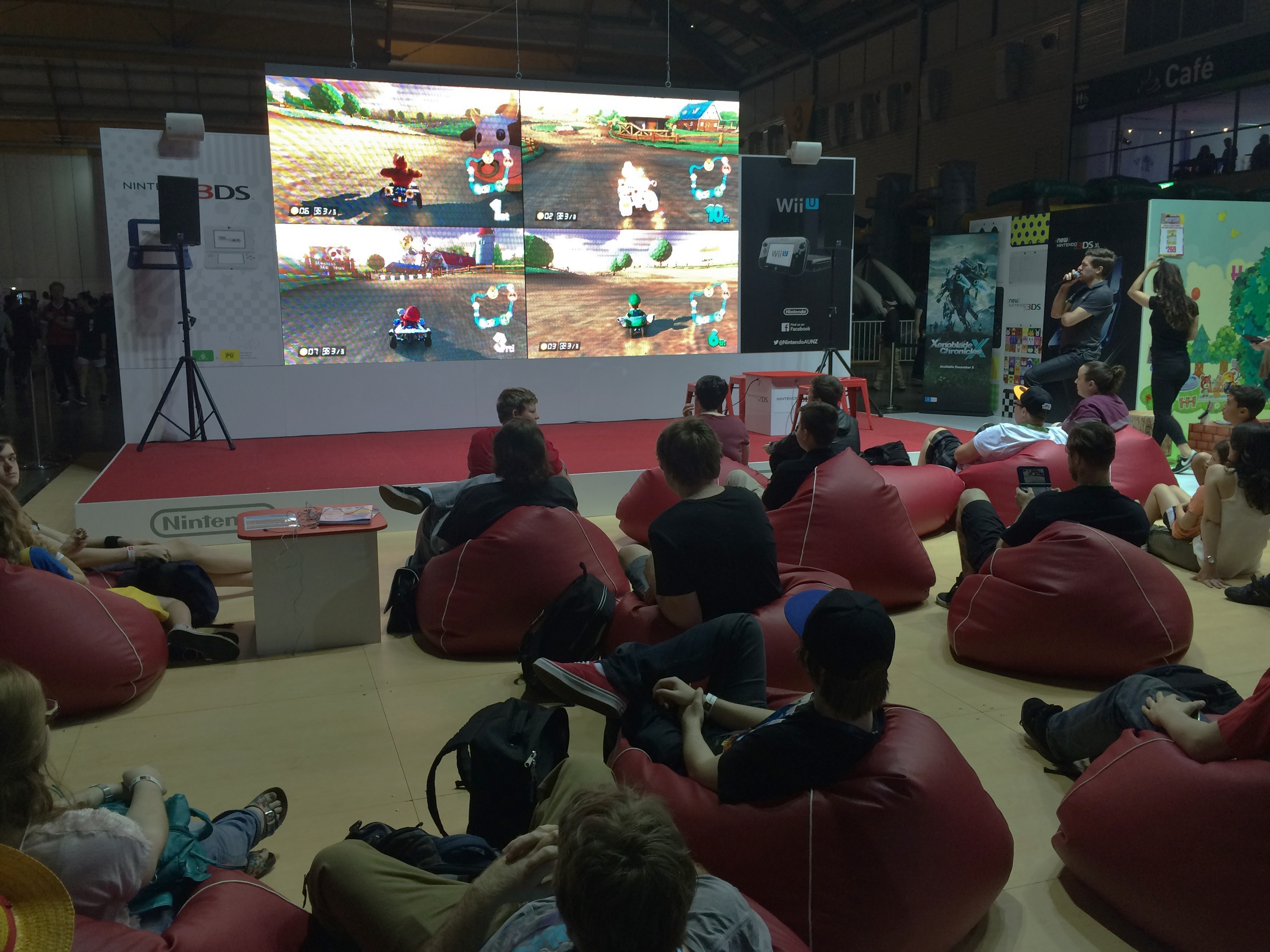
Uczestnicy EB Games Expo 2015 grający w Mario Kart 8 na stoisku Nintendo.

Jest to jedenasta gra z serii, a ósma wyłączając gry arcade. W pierwszych czterech dniach sprzedaży sprzedano 1,2 miliona kopii gry, co czyni ją najszybciej sprzedającą się grą na Wii U. 26 czerwca 2014 Nintendo oświadczyło, że w pierwszym miesiącu sprzedano 2 miliony kopii.

## Mario Kart 8 Deluxe
Ulepszona wersja gry pod nazwą Mario Kart 8 Deluxe została wydana dnia 28 kwietnia 2017 roku. Gra zawiera wszystkie poprzednio wydane DLC, nową zawartość i małe zmiany w rozgrywce.